# Флювиальный рельеф
Флювиальный рельеф (лат. fluvius — «поток») — совокупность экзогенных форм рельефа, созданных вследствие геологического действия временных или постоянных водотоков.

## Флювиальные процессы
Совокупность экзогенных процессов, вызванных текучими водами, получила название флювиальных. В узком понимании, флювиальные процессы — это геоморфологические процессы, связанные с действием водотоков (русловых потоков) и ведущие к развитию эрозионных и аккумулятивных форм рельефа. Иногда термин расширяют, причисляя к флювиальным процессам и делювиальный процесс.
Водотоки совершают три вида геологической работы: разрушение, перенос продуктов разрушения и их аккумуляцию.
Среди основных экзогенных процессов (по В. Стецюку и И. Ковальчуку) с воздействием временных или постоянных водотоков связаны следующие процессы:
| Типы процессов | Типы процессов            | Отображение в рельефе (типичные элементарные формы)             |
| -------------- | ------------------------- | --------------------------------------------------------------- |
| Денудационные  | эрозия линейная           | борозды, промоины, овраги, эрозионные уступы                    |
| Денудационные  | эрозия боковая            | меандры, русловые уступы                                        |
| Аккумулятивные | аллювиальные              | поймы, пляжи, косы, перекаты, береговые валы                    |
| Аккумулятивные | пролювиальные             | шлейфы, конусы выноса, глинистые подгорные равнины              |
| Аккумулятивные | аллювиально-пролювиальные | слабо наклоненные плоские равнины                               |
| Аккумулятивные | дельтовые                 | низинные равнины с веероподобным размещением протоков и рукавов |

## Формы рельефа

### Созданные временными водотоками
Генетический ряд форм рельефа, созданный геологическим действием временных водотоков представлен такими формами: эрозионная борозда, промоина, овраг, балка.
| Форма рельефа      | Морфометрические характеристики      | Морфометрические характеристики | Морфометрические характеристики | Изображение | Изображение |
| Форма рельефа      | Глубина                              | Ширина                          | Форма                           | Схема       | Фото        |
| ------------------ | ------------------------------------ | ------------------------------- | ------------------------------- | ----------- | ----------- |
| Эрозионная борозда | 3—30 см                              | 1 - 40 см                       |                                 |             |             |
| Промоина           | до 1—2 м                             | 2—2,5 м                         |                                 |             |             |
| Овраг              | до 30 м                              | до 50 м                         |                                 |             |             |
| Балка              | нескольких метров до десятков метров | ширина до сотен метров.         |                                 |             |             |

### Созданные постоянными водотоками
- речная долина
  - склоны речной долины
    - речные террасы

  - пойма

Также к флювиальным формам рельефа относится конус выноса.